# Goiaciara Cruz
Goiaciara Tavares Cruz (Cristalândia, 07 de outubro de 1954 - Gurupi, 21 de agosto de 2021), conhecida em nível municipal como mãe dos pobres e como Dona Goiaciara, foi uma professora e política brasileira, que exerceu mandato como deputada federal pelo PR-TO de 7 de maio a 4 de outubro de 2013.

## Carreira
Em 2011, Goiaciara Cruz foi secretária estadual Extraordinária Metropolitana da Região Sul do Tocantins.
Em 2012, foi candidata à Prefeitura de Gurupi e era diretora de Futebol Feminino do Gurupi Esporte Clube.
Em 2015, foi coordenadora estadual do PSD Mulher do Tocantins.

## Vida pessoal
Foi casada com o João Lisboa Cruz, eleito prefeito de Gurupi em 1988, com quem teve cinco filhos (Alex, Alan, Alisson, Aline e Elias) e duas netas (Andressa e Alexia). Ficou viúva em 2008.
Em agosto de 2021, contraiu COVID-19 e, na noite de 16 de agosto, foi internada UPA-24hs de Gurupi e depois transferida para o Hospital Regional de Gurupi para tratamento por conta de complicações da doença, vindo a falecer 5 dias depois.

## Homenagens
- 2023 - homenageada na Sessão Solene da Assembleia Legislativa do Tocantins.[15]
- 2022 - teve seu nome colocado na antiga Praça Estação da Cidadania, no Setor Águas Claras, da cidade de Gurupi.[16][17][18]
- 2021 - luto oficial de três dias por seu falecimento, decretado pela prefeita de Gurupi.[19]
- 2021 - notas de pesar por seu falecimento, do governador do Tocantins, Mauro Carlesse, e da prefeita de Gurupi, Josi Nunes (dentre outros.[3][5][6][7]